# رضوان بولاتلي
رضوان بولاتي (بالتركية: Rıdvan Bolatlı)، من مواليد 2 ديسمبر 1928، وتوفي بتاريخ 31 مارس 2022، كان لاعب كرة قدم تركي معتزل، وكان يلعب بمركز الدفاع، لعب مع نادي أنقرة غوجو من عام 1952 لعام 1954، حيث لعب في نهائيات كأس العالم لكرة القدم 1954.